# Большая барракуда
Большая барракуда (лат. Sphyraena barracuda) — вид рыб из семейства барракудовых (Sphyraenidae). Достигает 2 метров в длину.

## Внешний вид
Характерными чертами этой рыбы являются большая хищная голова с массивной нижней челюстью. Похожа на щуку, но сходство только внешнее.
Зрелые особи обычно достигают 60—100 см в длину и веса 2,5—9 кг. В отдельных случаях крупные экземпляры достигают 1,5 м в длину и веса до 23 кг. Особо крупные были зафиксированы с рекордным весом 46,72 кг и 1,7 м длиной, а также 50 кг весом и 2 м в длину.